# ヴィクトル・チェルケソフ

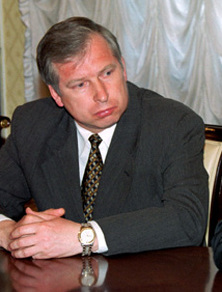
ヴィクトル・チェルケソフ

ヴィクトル・ワシリエヴィチ・チェルケソフ（ロシア語: Ви́ктор Васи́льевич Черке́сов、ラテン文字転写の例：Viktor Vasilyevich Cherkesov 、1950年7月13日 - 2022年11月8日）は、ロシアの情報官僚、政治家。ソ連国家保安委員会（KGB）出身のシロヴィキ。

## 生涯
レニングラード（現在のサンクトペテルブルク）出身。
1973年レニングラード大学法学部卒業。1975年から1991年のソビエト連邦の崩壊までレニングラードおよびレニングラード州のKGB機関に勤務する。この時期には異論派に対する諜報活動に従事し、その中には民主同盟なども含まれる。
1992年KGBの後継機関である共和国間保安庁（MSB）を端緒に、連邦防諜庁（FSK）、連邦保安庁（FSB）のサンクトペテルブルク支部を指揮した。1998年8月から2000年5月までウラジーミル・プーチン、ニコライ・パトルシェフ両FSB長官の下で第一副長官を勤める。2000年5月18日大統領となったプーチンによって北西連邦管区大統領全権代表に就任する。
2003年3月11日国家麻薬・向精神剤流通監督委員会議長に就任。2004年組織改編された連邦麻薬・向精神剤流通監督庁長官に就任する。
2007年10月初旬、麻薬監督庁の将校数人は、連邦保安庁のエージェントによって逮捕された。このシロヴィキ同士の暗闘は、プーチン側近のイーゴリ・セーチンとチェルケソフの確執、そして肥大したシロヴィキ内部の権力闘争と消息筋によって評論された。これに対しチェルケソフは、10月9日有力紙コメルサントに寄稿しでセーチン率いる「捜査委員会」を公然と批判するに至り、プーチン大統領はチェルケソフの寄稿を「適切ではない」としつつも黙認したと観測された。しかし、2008年5月12日チェルケソフは麻薬監督庁長官を解任され（後任にヴィクトル・イワノフ）、首相となったプーチンによって調達局長官に任命された。この人事は降格人事と観測されている。
2006年7月6日に来日し、麻生太郎外相を表敬訪問し、麻薬対策などについて会談している。
2022年11月8日に72歳で死去。

## 関連事項
- Three Whales Corruption Scandal